# Le Pèlerin de l'enfer

Le Pèlerin de l'enfer est un film belge réalisé en 1946 par Henri Schneider.

## Synopsis
Devenu prêtre Jef de Veuster part comme missionnaire sur l'île Molokaï. Il se consacre à une léproserie. Il ne prend pas de précaution et il contracte la lèpre. Il meurt le jour de Noël.

## Fiche technique
- Réalisation : Henri Schneider
- Scénario : Robert Lussac, Henri Schneider, Henri Storck
- Musique : Pierre Moulaert
- Image : Raymond Clunie
- Producteur : Robert Lussac
- Société de production : Sica Étendard Film
- Distributeur : Ciné sélection
- Régie : Clément Ollier
- Pays :  Belgique
- Format : Noir et blanc
- Genre : Drame
- Durée : 100 minutes
- Sortie en France : Paris, 11 janvier 1947

## Distribution
- Robert Lussac : Jozef de Veuster devenu le Père Damien, un missionnaire belge qui à Hawaï se consacre aux lépreux
- Dounia Sadow : Lawila
- Robert Maufras : Kahili
- Gaston Bréval : Williamson
- Max Péral : le président de la Commission d'hygiène
- Cara Van Wersch : la princesse
- Anne-Marie Ferrières